# Puigverd de Lleida
Puigverd de Lleida település Spanyolországban, Lleida tartományban. Puigverd de Lleida Torregrossa, Juneda, Castelldans és Artesa de Lleida községekkel határos. Lakosainak száma 1418 fő (2024).

## Népesség
A település népessége az utóbbi években az alábbiak szerint változott:
| Lakosok száma | 76   | 825  | 1115 | 1061 | 941  | 1141 | 1391 | 1411 | 1355 | 1418 |
|               | 1717 | 1887 | 1936 | 1960 | 1986 | 2004 | 2009 | 2014 | 2019 | 2024 |

## Híres személyek
- itt született és hunyt el Enrique Ribelles (1934–2014) spanyol labdarúgó